# Hugo Ripelin von Straßburg
Hugo Ripelin von Strassburg (auch Hugo Argentinensis; * um 1205 in Straßburg; † um 1270) war ein Dominikanertheologe aus dem Elsass.

## Leben
Hugo wurde in der Zeit um 1200–1210 in Straßburg geboren und stammte aus dem angesehenen Geschlecht der Ripelin, sein Vater war vermutlich Burkhart Ripelin. Nach 1224 (Datum der Klostergründung) trat er dort in den Dominikanerorden ein und erhielt seine Ausbildung. Von 1232 bis 1259 war er zeitweise Prior, zeitweise Subprior des von Straßburg aus gegründeten Dominikanerklosters in Zürich. 1259 oder im Frühjahr 1260 kehrte er zurück nach Straßburg. Dort entschied er als Schiedsgerichtsvorsitzender einen Streitfall zwischen Rudolf von Habsburg und dem Propst von Fahr. Auch in Straßburg war er Prior. Ob er sein Hauptwerk noch in Zürich oder schon in Straßburg erarbeitet hat, ist nicht endgültig geklärt. Johann Meyer, ein dominikanischer Chronist, gibt als Todesjahr 1268 an.

## Werk
Hugo verfasste wohl 1260 oder 1268 eines der jahrhundertelang meistverwendeten Handbücher der religiösen Gebrauchsliteratur, das Compendium theologicae veritatis – vielleicht sogar das im Spätmittelalter meistgelesene theologische Werk. Es existieren mehr als 1000 Handschriften und zahlreiche Drucke.
Das Handbuch gliedert sich in 7 Bände, welche Schöpfung, Fall, Inkarnation, Gnade, Sakramente und Eschatologie behandeln. Es ist beeinflusst u. a. durch Augustinus, Pseudo-Dionysius Areopagita, Anselm von Canterbury, Petrus Lombardus, Hugo von St. Viktor, Bonaventura.
Das Werk wurde bis zur Klärung der Verfasserschaft (maßgeblich durch Grabmann) u. a. Ulrich von Straßburg, Thomas Dorinberg (welcher der Ausgabe von 1473 einen Index beifügte), Thomas von Aquin, Hugo von Saint-Cher, Alexander von Hales, Aureolus, Thomas von Sutton, Peter von Tarantasia oder Albertus Magnus zugeschrieben. Letzteres ist insbesondere in der Ausgabe Lyons 1557 der Fall, die auch Teil der Albert-Ausgabe Lyons 1651 wurde. Eine weitere Zuschreibung gibt Bonaventura an, so dass das Werk auch in die Bonaventura-Ausgabe Rom 1588–96 aufgenommen wurde.
Unter weitere Hugo zugeschriebene Werke zählen ein Sentenzenkommentar und Quodlibeta, quaestiones, disputationes et variae in divinos libros explanationes.